# Nevybuchlá munice
Nevybuchlá munice jsou výbušniny, které nevybuchly v době svého vojenského použití. Toto střelivo a miny představují i po skončení bojových operací v konfliktních oblastech nebezpečí pro civilní obyvatelstvo. Nevybuchlá munice ročně zabije či zmrzačí desetitisíce obyvatel válkou zasažených zemí. Ve Francii a Belgii nálezy takové munice při polních pracích označují jako sklizeň železa.

## Typy munice a statistika

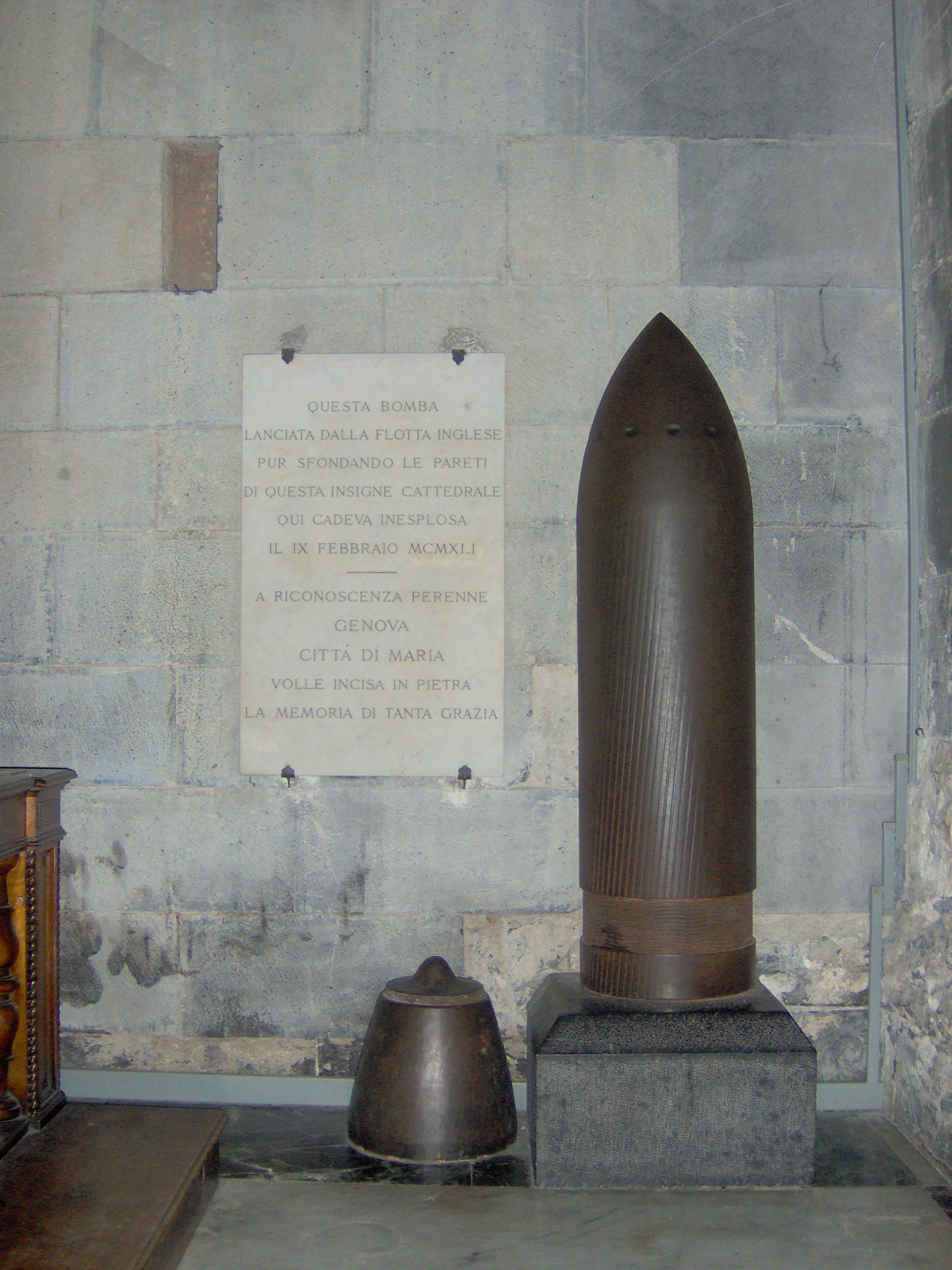
Nevybuchlá protipancéřová munice vystřelená 9. února 1941 během operace Grog z HMS Malaya na Janov.

Může se jednat o poškozené střely, granáty a bomby, ale v některých případech jsou tyto zbraně už navrženy tak, aby vybuchly až s určitým zpožděním. Každopádně mohou explodovat při manipulaci, což představuje vážnou hrozbu pro civilisty i vojáky vstupující do oblasti jejich působení. V důsledku toho mohou nevybuchlé střely fungovat stejně jako pozemní miny. Podíl nevybuchlé munice při akceptačních testech pro Válku v zálivu dosahoval od 2 % do 23 %.
Dělostřelecké tříštivé bomby typu M483A1 DPICM vykazují údajně 14% nevybuchlé munice.
Každá tříštivá puma pak po sobě může zanechat stovky částí, které později mohou explodovat jako salva.

## Rozšíření ve světě
- Belgie

V oblasti západní fronty z I. světové války francouzští a belgičtí zemědělci stále nacházejí zbytky munice. Například pouze v roce 2013 v oblasti Ypres to bylo cca 160 tun.
- Kosovo

USA a Británie zde pod hlavičkou NATO v roce 1999 svrhly 1400 tříštivých bomb. Během prvního roku po skončení války zemřelo v důsledku nevybuchlých britských a amerických bomb více než 100 civilistů. Nevybuchlá kazetová munice způsobila vyšší počet civilních obětí, než protipěchotní miny.
- Laos

V 60. a 70. letech dvacátého století spadlo na Laos asi 270 milionů částí tříštivé munice. Přibližně u třetiny z nich nedošlo k explozi, takže představují stále vážnou hrozbu.
- Libanon

Po skončení izraelsko libanonského konfliktu v roce 2006 experti OSN odhadli, že stovky bombardovaných míst v Libanonu zamořil až milion nevybuchlých pozůstatků bomb.
- Ve Vietnamu jsou lidé stále zabíjeni v důsledku nevybuchlých pozůstatků munice po americké i vietnamské armádě. Odhady dosahují až 300 zabitých lidí ročně.[7]

## Historie

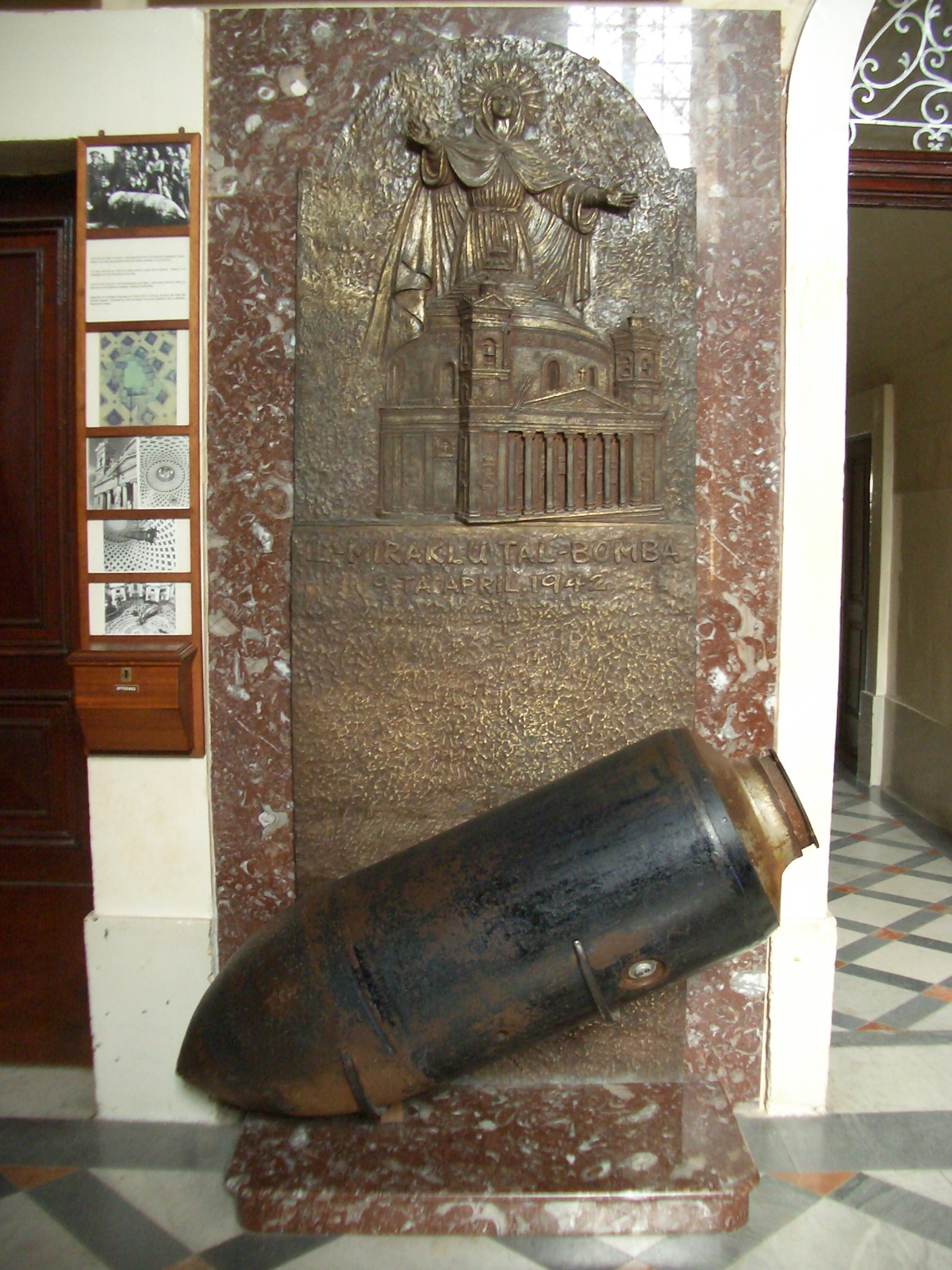
Při odpoledním náletu Luftwaffe 9. dubna 1942 prorazila puma o hmotnosti 500 kg kupoli katedrály v Mostě na Maltě a nevybuchla.

V roce 2003 přijalo 91 států Protokol V. "O výbušných pozůstatcích války" jako dodatek ženevské úmluvy o konvenčních zbraních. 